# 타이다
타이다(タイダー )는 《절대무적 라이징오》에 등장하는 등장인물으로, 국내명은 태엽대왕. 성우는 요시무라 요우(전반부), 츠지무라 마히토(후반부)/유해무.

## 소개
상당히 바보여서 아이들이 일부러 다가가 음식을 사준다고 하자 좋다고 따라가서는 비밀로 해야 할 것들을 다 이야기해 버린다. 베르제브가 없으면 어떤 일이든 제대로 해내지 못하며 그의 명령에 잘 따른다. 마지막회에서 지구인이 되며 후속작인 원기폭발 간바루가에 주변인으로 간간히 등장한다.